# Julien Stocker
Julien Stocker (* 30. Dezember 1991) ist ein Schweizer Politiker (glp). Er ist Mitglied des Grossen Rats des Kantons Bern und des Stadtparlaments von Biel/Bienne.

## Biografie
Stocker studierte Gesundheitswissenschaften und Technologien an der ETH Zürich.
Stocker ist seit 2017 Mitglied des Bieler Stadtrats (Parlament), wo er in der A5-Kommission Einsitz hat. Als Stadtrat engagierte er sich bisher mit Vorstössen betreffend Digitalisierung, Mobilität und Klima. Am 25. März 2018 wurde Stocker in den Grossen Rat (Parlament) des Kantons Bern gewählt, wo er sich u. a. mit Verkehrs- und Umweltpolitik befasst. So reichte er Vorstösse zur Autobahn A5 und zur Reduktion von Pflanzenschutzmitteln im Kanton ein. Seit 2016 ist Stocker im Vorstand der glp Biel/Bienne tätig. Seit 2018 ist er Co-Präsident der Pro Natura Regionalsektion Seeland.
Er wohnt in Biel/Bienne.